# Baila Ella
Baila Ella – singel polskiej piosenkarki i raperki Young Leosi z mini-albumu Hulanki. Singel został wydany 24 września 2021 roku. Tekst utworu został napisany przez Sarę Leokadię Sudoł.
Nagranie otrzymało w Polsce status podwójnej platynowej płyty w 2022 roku.
Singel zdobył ponad 18 milionów wyświetleń w serwisie YouTube (2023) oraz ponad 18 milionów odsłuchań w serwisie Spotify (2023).

## Nagrywanie
Utwór został wyprodukowany przez Pedro. Za mix/mastering utworu odpowiada Janusz Walczuk. Tekst do utworu został napisany przez Sarę Leokadię Sudoł.

## Twórcy
- Young Leosia – słowa[1][2]
- Sara Leokadia Sudoł – tekst[1]
- Pedro – produkcja[1][2]
- Janusz Walczuk – mix/mastering[1]

## Certyfikaty
| Kraj          | Certyfikat         |
| ------------- | ------------------ |
| Polska (ZPAV) | 2x platynowa płyta |